# C'mon
C'mon é o décimo oitavo álbum da banda japonesa de hard rock B'z, lançado em 27 de julho de 2011 pela Vermillion Records. Foram lançadas duas versões do disco: uma apenas com o CD, e outra limitada com um DVD contendo vídeos promocionais para os singles "Sayonara Kizu Darake no Hibi yo" e "Don't Wanna Lie", além da faixa-título.
Como o álbum anterior, Magic, C'mon estreou no topo das paradas de álbuns da Oricon (semanal), vendendo inicialmente cerca de 272.397 cópias, e da Billboard Japan.

## Faixas
Todas as letras escritas por Koshi Inaba, todas as músicas compostas por Tak Matsumoto.
| N.º            | Título                                                       | Duração |  |
| 1.             | "C'mon"                                                      | 4:16    |  |
| 2.             | "Sayonara Kizu Darake no Hibi yo" (さよなら傷だらけの日々よ) | 3:41    |  |
| 3.             | "Hitoshizuku no Anata" (ひとしずくのアナタ)                  | 3:43    |  |
| 4.             | "Homebound"                                                  | 4:11    |  |
| 5.             | "Don't Wanna Lie"                                            | 4:05    |  |
| 6.             | "DAREKA"                                                     | 3:31    |  |
| 7.             | "Boss" (ボス)                                                | 4:07    |  |
| 8.             | "Too Young"                                                  | 3:42    |  |
| 9.             | "Pilgrim" (ピルグリム)                                       | 3:59    |  |
| 10.            | "The Meister" (ザ・マイスター)                               | 3:43    |  |
| 11.            | "Dead End" (デッドエンド)                                    | 3:45    |  |
| 12.            | "Meimei" (命名)                                              | 5:19    |  |
| 13.            | "ultra soul 2011"                                            | 3:49    |  |
| Duração total: | Duração total:                                               | 51:54   |  |

## Músicos
- Tak Matsumoto  - Guitarra
- Koshi Inaba  - Vocais